# Probolus fukuchiyamanus
Probolus fukuchiyamanus är en stekelart som beskrevs av Tohru Uchida 1927. Probolus fukuchiyamanus ingår i släktet Probolus och familjen brokparasitsteklar. Inga underarter finns listade i Catalogue of Life.